# Norrtälje
Norrtälje è una cittadina (tätort) della Svezia centrale, situata nella contea di Stoccolma; è il capoluogo amministrativo della municipalità omonima.
Sorge a breve distanza dalle coste del mar Baltico, 68 chilometri a nordest di Stoccolma, nella regione chiamata Roslagen.